# Sunierico
Sunierico (latino: Suniericus; fl. 459-461) è stato un generale visigoto, che collaborò con l'Impero Romano d'Occidente.
Successore di Cyrila, venne inviato da Teodorico II in Hispania Baetica nel 459 al comando di una parte dell'esercito di Teodorico. Elevato al rango di comes rei militaris nello stesso anno, assieme al generale Nepoziano, comes et magister utriusque militiae dell'imperatore Maggioriano, inviò dei messaggeri in Gallaecia ad informare dell'avvenuta alleanza tra i Visigoti e l'impero; sempre nell'ottica di questa alleanza, Sunierico e Nepoziarono guidarono nel 460 parte dell'esercito visigoto contro i Suebi, che sconfissero nei pressi di Lucus Augusti, devastandone il circondario; infine si mosse verso la Lusitania, conquistando la città di Scallabis.
Nel 461 tornò in Gallia.